# Tiêu liêu

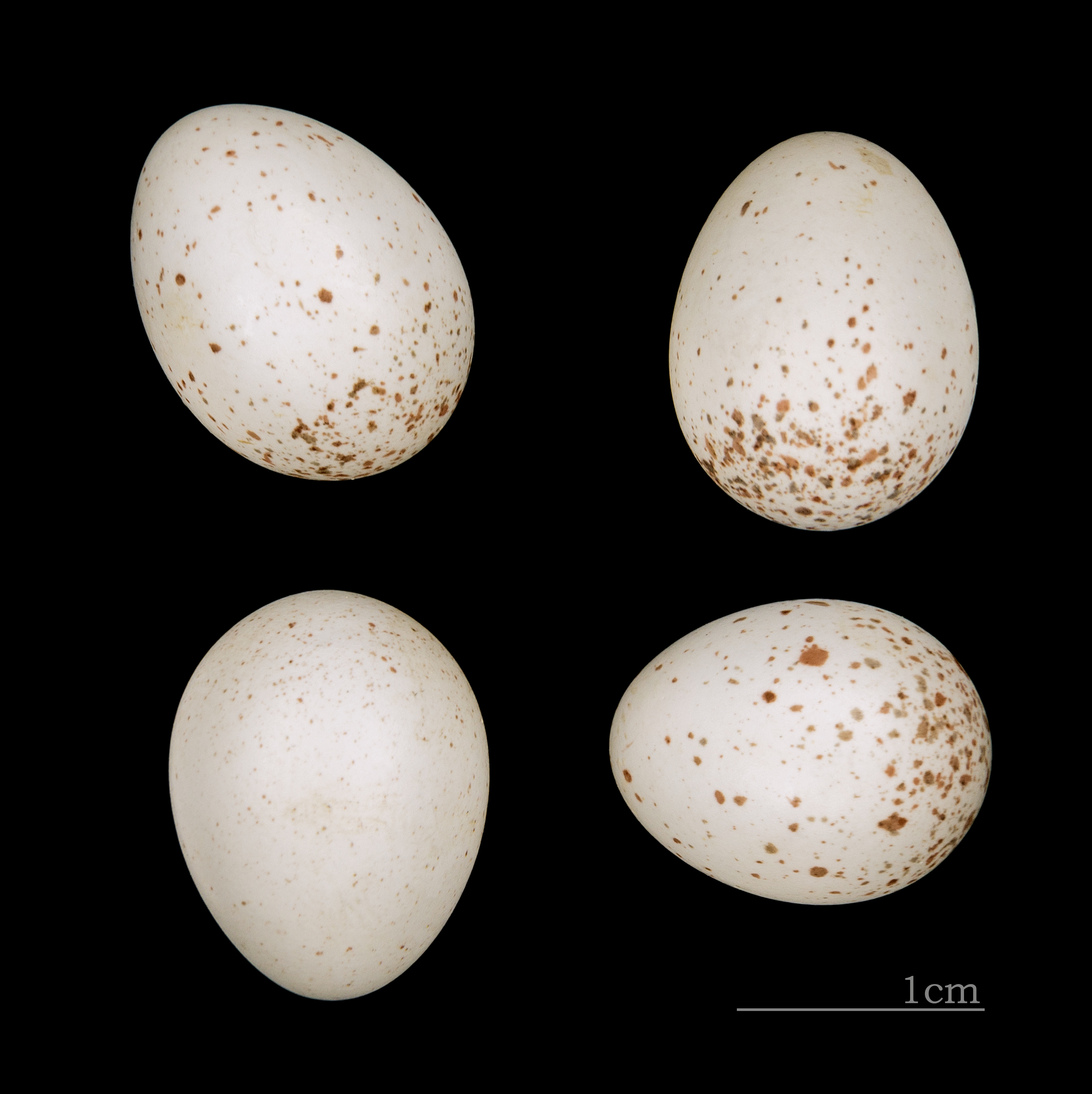
Troglodytes troglodytes

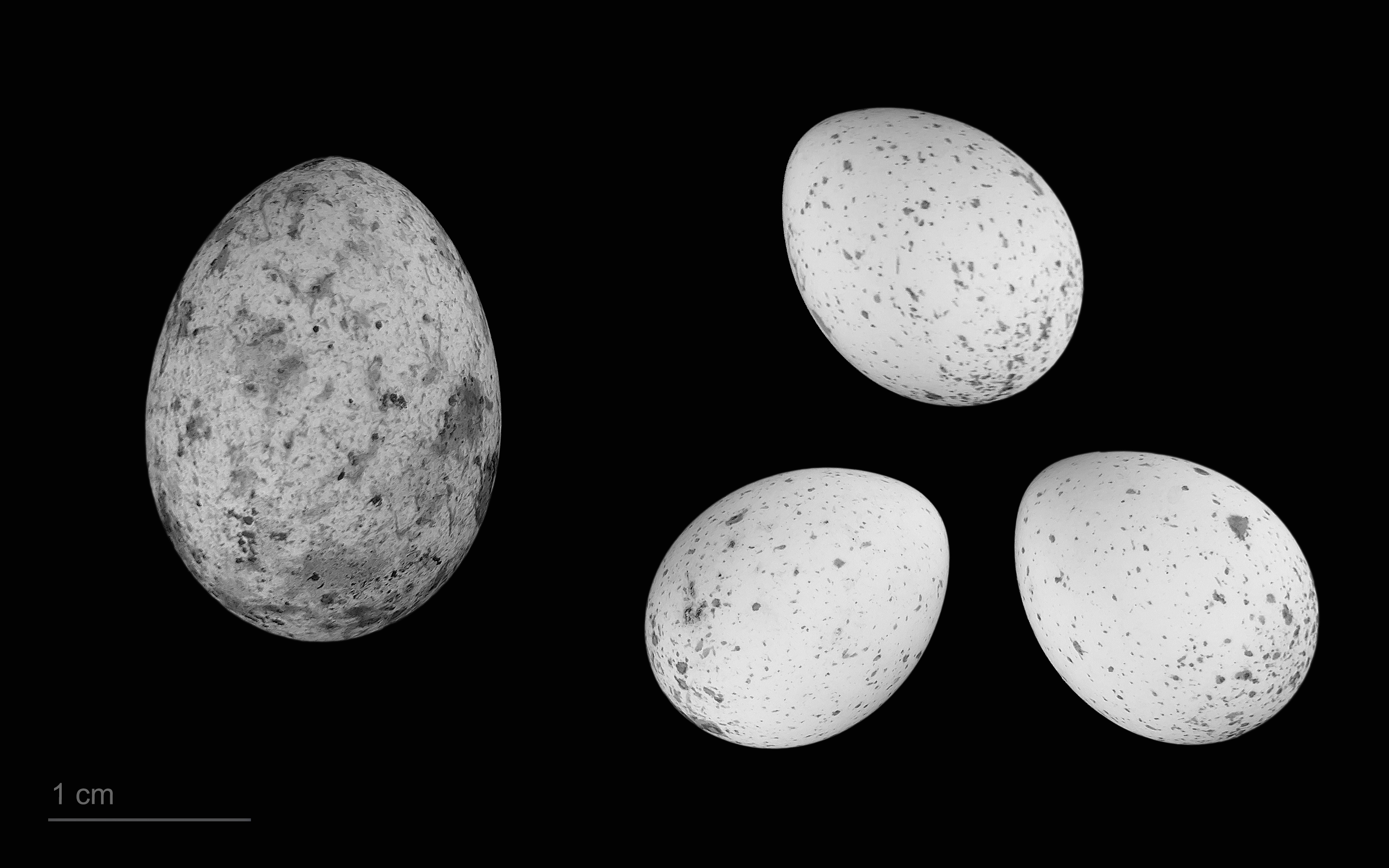
Cuculus canorus canorus + Troglodytes troglodytes

Tiêu liêu (danh pháp hai phần: Troglodytes troglodytes) là một loài chim thuộc Họ Tiêu liêu. Đây là một loài chim rất nhỏ, và là thành viên duy nhất của Họ Tiêu liêu được tìm thấy tại đại lục Á Âu. Nó cũng là loài đa thê, một chế độ giao phối bất thường đối với các loài chim dạng sẻ.
Loài này phân bố ở châu Âu, một vành đai ở châu Á từ phía Bắc Iran và Afghanistan tới Nhật Bản. Loài chim này là chim di cư ở phần phía bắc của phạm vi sinh sống của nó.